# South African Broadcasting Corporation
A South African Broadcasting Corporation (SABC; conhecida como Suid-Afrikaanse Uitsaaikorporasie, SAUK em africâner; Corporação de Radiodifusão Sul-Africana em português) é o organismo público responsável pelos meios de comunicação públicos da África do Sul. Foi formada por uma lei parlamentar em 1936, substituindo a African Broadcasting Company. Os serviços de teledifusão tiveram início em 1976, sendo a África do Sul um dos países que mais tarde introduziu estes serviços à sua população.
Em 2020, explorava 27 canais de rádio e quatro canais de televisão.
Foi alvo de diversas críticas ao longo da sua história, pela interferência política durante o apartheid e em períodos mais tardios, bem como pela sua gestão económica.